# Mureș
Mureș (ungarsk: Maros) er en flod der opstår i Transsylvanien og derefter strømmer ind i Ungarn og løber sammen med Tisza (biflod til Donau) ved byen Szeged.